# Ambialet
 Ambialet  es una población y comuna francesa, ubicada en la región de Mediodía-Pirineos, departamento de Tarn, en el distrito de Albi y cantón de Villefranche-d'Albigeois.

## Geografía
Situado en el alto valle del río Tarn, esta población es el resultado de los caprichos del río: uno de sus meandros, de 3 km de longitud, da lugar a la península de Ambialet sobre la cual está construido el pueblo.
El pueblo está dividido en dos partes:
- Bajo Ambialet: antes de la revolución, era la sede del vizcondado; dos barcos aseguraban las comunicaciones en dirección a Valence y Courris hasta la construcción de los puentes después de 1900. La puerta de l'holmière protegía el pueblo de las crecidas del Tarn. En sentido opuesto somos conducidos a la iglesia de Saint Gilles, edificio gótico incendiado en 1568, restaurado en 1994/95 y utilizado como lugar de exposiciones. En la cumbre de la península se encuentra el Priorato, un monasterio y su iglesia románica del s.XI.
- Alto Ambialet: sede administrativa de la comuna, dominada por las ruinas del castillo señorial "Le Castella".
- La Condomine : pequeña aldea de casas adosadas alrededor de la iglesia de Saint Pierre, la que destaca por su campanario románico. Aquí se encuentran también una sala de la comunidad, el campo de tenis y un área de pic-nic.
- Bonneval : aldea atravesada por la GR 36 donde descubrimos las ruinas de un antiguo castillo.

Otras pequeñas aldeas forman esta comunidad muy extensa; sus actividades principales son la agricultura y el turismo.

## Demografía
| 483 | 470 | 444 | 405 | 386 | 381 |
| Para los censos de 1962 a 1999 la población legal corresponde a la población sin duplicidades (Fuente: INSEE [Consultar]) |     |     |     |     |     |